# Corona (piwo)
Corona – meksykańska marka piwa warzona od 1925 roku przez browar Grupo Modelo. Najbardziej znany wariant, Corona Extra, należy do najpopularniejszych piw na świecie. W Stanach Zjednoczonych jest najlepiej sprzedającym się piwem importowanym.

## Historia
Corona została wprowadzona na rynek meksykański w 1925 roku. Eksport do Stanów Zjednoczonych rozpoczął się pod koniec lat 70. XX wieku. W 2013 roku firma Constellation Brands uzyskała pełne prawa do marki Corona na rynku amerykańskim, przejmując zakład produkcyjny w Piedras Negras.

## Produkcja
Corona jest warzona w dużych browarach w Meksyku, m.in. w miejscowościach Nava i Zacatecas. W 2023 roku Constellation Brands ogłosiła budowę nowego zakładu we wschodnim Veracruz, aby sprostać rosnącemu zapotrzebowaniu na rynku amerykańskim.

## Marketing i sponsoring
Marka Corona prowadziła liczne kampanie marketingowe, których motywem przewodnim był relaks i plażowy styl życia. Przykładami są slogany „Find Your Beach” oraz „La Vida Más Fina”, promowane m.in. z udziałem artysty Snoop Dogga.

## Pandemia COVID-19
W 2020 roku marka spotkała się z przejściowym kryzysem wizerunkowym, wynikającym ze zbieżności nazwy z koronawirusem SARS-CoV-2, wywołującym chorobę COVID-19. Mimo spekulacji medialnych, sprzedaż piwa Corona w USA wzrosła – w marcu 2020 roku była o 24% wyższa niż rok wcześniej. W tym samym czasie rząd Meksyku tymczasowo wstrzymał produkcję piwa w związku z lockdownem.

## Pozycja rynkowa
W 2024 roku Corona została uznana przez BrandZ za najcenniejszą markę piwa na świecie. Producent AB InBev zalicza ją do swoich globalnych marek premium.